# Districte d'Anantapur

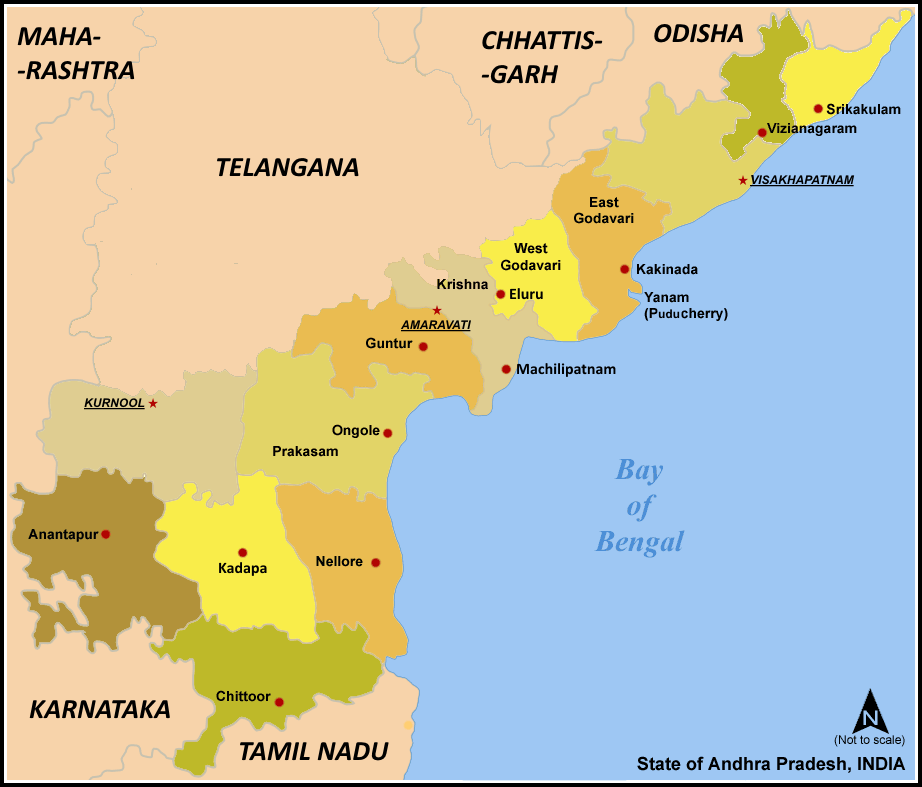
mapa

Anantapur és un dels 23 districte de l'Andhra Pradesh, Índia. La capital és Anantapur. És el districte més gran amb una superfície de 19,130 km². La població és de 3.640.478 habitants (2001) en 866 pobles. La llengua habitual el telugu. Les ciutats principals del districte són Anantapur, Hindupur, Penukonda, Guntakal, Tadpatri, Kadiri, Dharmavaram, Uravakonda, Rayadurg i Kalyandurg. Altres pobles interessants són Alur, Gooty, Kanampalli, Lepakshi, Pamidi, Puttaparthi, Konakondla, Kottacheruvu, Dharmavaram, Lepaskshi amb el temple de Veerabhadra, Kadiri, i Hemavati.
Forma part de la regió de Rayalaseema. Els sis rius principals són: Pennar, Chithravathi, Vedavathi, Papagni, Swarnamuki, i Thadakaleru.
L'economia és agrícola amb poca indústria; la manca de puges no li permet el desenvolupament. Hi ha mines de ferro, diamants i pedreres.

## Història
El districte formà part del regne de Vijayanagar. Anantapur es va fundar el 1364 per Chikkappa Udayar, diwan (ministre) del rei. El 1564 a la batalla de Talikot, el rei Rama Raja fou enderrocat per la coalició de Bijapur, Golkonda, Daulatabad i Berar i la seva capital destruïda. Tirumala Raja, germà de Rama Raja, es va retirar a Penukonda. Anantapur fou per un temps plaça forta del clan dels naidus que van construir la fortalesa de Gooty en un cim. El districte entorn de Gooty va romandre en poder de Golconda i Raidrug, Anantapur, i Harpanhalli sota els naidus. A la mort de Sivaji el gran cap maratha, el 1680, el districte que se li havia sotmès, fou atacat per Aurangzeb però el poder mogol va ser molt precari i les taxes mai es van enviar regularment. Mort Aurangzeb el 1706, el nizam al-Mulk, governador del Dèccan, va esdevenir poderós i independent mentre els palegars (sobirans o caps locals marathes) de la regió buscaven la independència, especialment el de Goody. Haidar Ali, usurpador del tron de Mysore, es va apoderar de tota la regió; Kodikonda, Madaksira, Hindupu i altres es van rendir però Gooty va resistir els atacs un temps. Finalment també fou conquerida i Haydar Ali la va convertir en capital durant dos anys. Va tenir els territoris contra el nizam i contra els marathes. Els palayamis (prínceps) de la regió es van reconèixer tributaris de Mysore. A la mort d'Haydar Ali, els prínceps van retirar el reconeixement, però Tipu Sultan, el fill que el va succeir, va sotmetre als caps rebels i els va imposar la seva autoritat. Aviat Tipu va entrar en guerra amb els britànics i al final de la campanya (1789) en què Tipu va morir el 4 de maig de 1789 en defensa de la seva capital, un tractat va cedir aquesta zona i d'altres al nizam de l'Estat de Hyderabad. El 1792-1793 la regió fou afectada per una epidèmia de fam. El 1800 el nizam va cedir certes terres als britànics entre les quals el que seria més tard el districte d'Anantapur, a canvi de no aportar determinades forces. Quan la Companyia Britànica de les Índies Orientals va intentar recaptar l'impost es va trobar amb la revolta dels palegars, però fou dominada pel general Campbell; els més radicals foren desposseïts dels seus principats i la resta obligats a sotmetre's. La recaptació va passar totalment a mans britàniques i es va prohibir l'existència d'exèrcits als petits principats (1800). El coronel Munro fou nomenat Col·lector dels Districtes Cedits (Ceded Provinces). Es va formar llavors el districte de Bellary en el que el territori del futur districte d'Anantapur va quedar integrat. Una gran sequera (després de dos anys de fortes pluges el 1851 i 1852) va provocar la gana del 1853. La fam va tornar el 1866, però especialment dramàtica fou la de 1876-1877.
El districte fou creat dins la presidència de Madras el 5 de gener de 1882 segregat del districte de Bellary del que abans era part. Es va dividir en 7 talukas: Gutti (Gooty), Tadpatri, Anantapur, Dharmavaram, Penukonda, Madaksira, i Hindupur. Aquesta modificació administrativa fou conseqüència de la gana de 1877 que va deixar veure que era difícil administrar el gran i poc manejable districte de Bellary. La superfície quan es va crear fou de 13.213 km² i la població de 599.889 habitants (eren 741.255 deu anys abans, prèviament a la gana) amb 900 pobles (10 viles), limitat al nord pel districte de Kurnool, al sud i oest pel Mysore, i el districte de Bellary, i a l'est pel districte de Cuddapah.